# Districtul Aziz
Aziz este un district din provincia Médéa, Algeria.